# Bean (pel·lícula)
Bean és una comèdia estatunidenca-britànica dirigida per Mel Smith, basada en la sèrie homònima Mr. Bean amb Rowan Atkinson en el paper principal, i estrenada l'any 1997. Ha estat doblada al català.

## Argument

La Mare de Whistler.

El riquíssim general Newton ha fet un donatiu a la Galeria Grierson de cinquanta milions de dòlars per repatriar als Estats Units l'obra mestra de la pintura americana: La Mare de Whistler.
Desitjós de donar el màxim de ressonància a aquest esdeveniment, els administradors conviden la Nacional Gallery de Londres a enviar a lloc el seu millor especialista en la matèria. Mentre els Britànics aprofiten per treure's de sobre el seu empleat incompetent però protegit pel director: Mr Bean. Tot just arribat als Estats Units, Mr Bean, esdevingut el « doctor Bean », aconsegueix destruir pràcticament tot el que troba: de la carrera i el matrimoni del seu hoste al quadre més famós d'Amèrica.

## Repartiment
- Rowan Atkinson: Bean
- Peter MacNicol: David Langley
- Pamela Reed: Alison Langley
- Harris Yulin: George Grierson
- Andrew Lawrence: Kevin Langley
- Tricia Vessey: Jennifer Langley
- Larry Drake: Elmer
- Sandra Oh: Bernice Schimmel
- Chris Ellis: L'inspector Butler
- Burt Reynolds: El general Newton
- Peter Egan: Lord Walton
- Peter James: Dr. Rosenblum
- Johnny Galecki: Stingo Wheelie
- Oliver Platt: l'home de ratlles vermelles i blanques en el tren fantasma
- John Ritter: l'home de ratlles blau clares en el tren fantasma
- Tom McGowan: Walter Huntley
- Danny Goldring: el guardià de nit a la galeria Grierson
- Peter Capaldi: Gareth
- Richard Guant: l'inspector de policia
- Dakin Matthews: un passatger a l'avió
- Clive Córner: Dr. Cutler
- John Mills: El conservador
- David Doty: Dr. Jacobson

## Al voltant de la pel·lícula
- El rodatge va tenir lloc a Londres i Los Angeles del 30 de setembre al 6 de desembre de 1996.
- Deu anys després d'aquest film, es va estrenar una continuació titulada Mr. Bean's Holiday, l'any 2007.[3]
- Jon Bon Jovi fa una petita aparició al començament del film, com a turista visitant la National Gallery de Londres. És citat arran d'un debat a la Nacional Gallery, una ajudant li proposa fer un discurs destinat al General. No obstant això, David proposa el "Doctor" Bean...[3]
- Alguns gags de la sèrie de TV han estat reutilitzats pel film, per exemple:
  - Mr. Bean es talla la llengua, fent així referencia a l'episodi Els maldecaps de Mr. Bean.
  - Quan s'adorm sobre una cadira al museu, Bean somiqueja llevant-se de la seva cadira però restant amb els genolls pegats i després abocant el seu cap sobre el sòl (provenint del primer episodi de la sèrie).
  - Quan és a l'avió que el porta a Los Angeles, Bean recupera una bossa pels vomitats i es diverteix a inflar-lo i a continuació fer-lo explotar sobre el seu veí de davant que dorm, sense saber que el noi havia omplert la bossa (havia vomitat poc abans (gag extret de les Noves Aventures de Mr. Bean).
  - Quan els Grierson van convidar en David, Bean decideix de coure un gall dindi destinat al Dia d'acció de Gràcies i afirma que ja n'ha ja cuinat un (a l'episodi Bon Nadal, Mr.Bean). Aquest gag tanmateix va ser retirat del muntatge en l'edició DVD.

## Música
1. I Love L.A. - Randy Newman
2. Walking on Sunshine - Katrina and the Waves
3. I Get Around - The Beach Boys
4. Yesterday - The Beatles
5. Bean Theme (Mad Pianos) - Howard Goodall
6. He's ha Rebel - Alisha's Attic
7. Picture of You - Boyzone
8. Art for Art's Sake - 10cc
9. Stuck in the Middle of You - Susanna Hoffs
10. Have Fun, Go Mad! - Blair
11. The Harmonious Blacksmith - Handel